# MEF2
le MEF2 (pour « myocyte enhancer factor-2 ») est une protéine jouant un rôle de facteur de transcription.

## Structure et rôles
Il existe, chez l'être humain, sous plusieurs isoformes, codées par quatre gènes différents, MEF2A, MEF2B, MEF2C, and MEF2D.
Son activité est modulée par l'apeline.

## En médecine
Dans l'hypertension artérielle pulmonaire, son activité est réduite par l'accumulation de plusieurs histone désacétylases.